# Aaron Hart

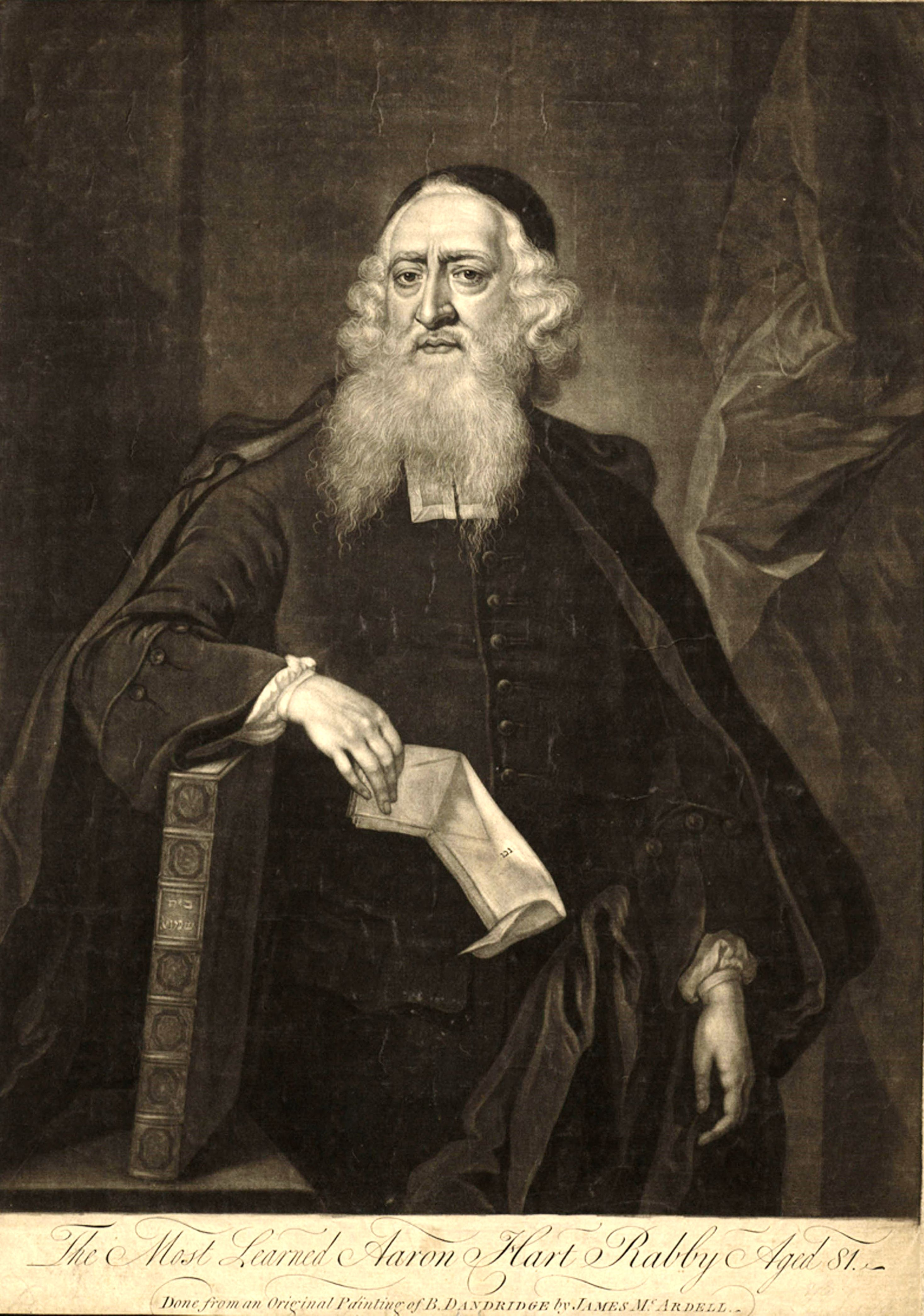
Aaron Hart

Aaron Uri Phoebus Hart (hebräisch רבי אהרן אורי פײבוש הרט; * 1670 in Breslau, Heiliges Römisches Reich; † 1756 in London) war der erste Großrabbiner des Vereinigten Königreichs und von 1704 bis zu seinem Tod Rabbiner der Großen Synagoge von London.

## Leben
Er war der Sohn von Naphtali Hertz aus Hamburg (Hartwig Moses Hart), einem wohlhabenden jüdischen Anwohner der Stadt. Nachdem er an einer Jeschiwa in Polen studiert hatte, heiratete er die Tochter von R. Samuel ben Phöbus von Fürth, seinerseits Autor von Kommentaren zum Eben ha'Ezer. Es geschah wahrscheinlich durch seinen vermögenden Bruder, Moses Hart, Gründer der Großen Synagoge am Dukes Place in London, dass Aaron Hart zum Rabbiner der ersten aschkenasischen Synagoge in jener Stadt wurde. Sie wurde im Jahr 1692 in der Broad Street, Miter Square, eröffnet.
Hart veröffentlichte 1707 eine kleine Arbeit mit dem Titel Urim ve-Tummim (nach den Orakelsteinen der israelitischen Hohepriester); dies war das erste hebräischsprachige Buch, das in London gedruckt wurde.
Während seiner Amtszeit breitete sich das jüdische Leben stark in Großbritannien aus, die Zahl kleiner provinzieller Gemeinden wuchs. Derartige Gemeinden wurden oft von einzelnen Bediensteten geführt, die Fragen an den Rabbiner der Großen Synagoge weiterleiteten. Harts Ratschlag wurde auch gesucht, wenn es darum ging, einen Schochet (Schächter) und andere Funktionsträger zu benennen.
Ein Porträt von Rabbiner Hart hängt heute in der National Portrait Gallery in London.